# Oestliche Rosen

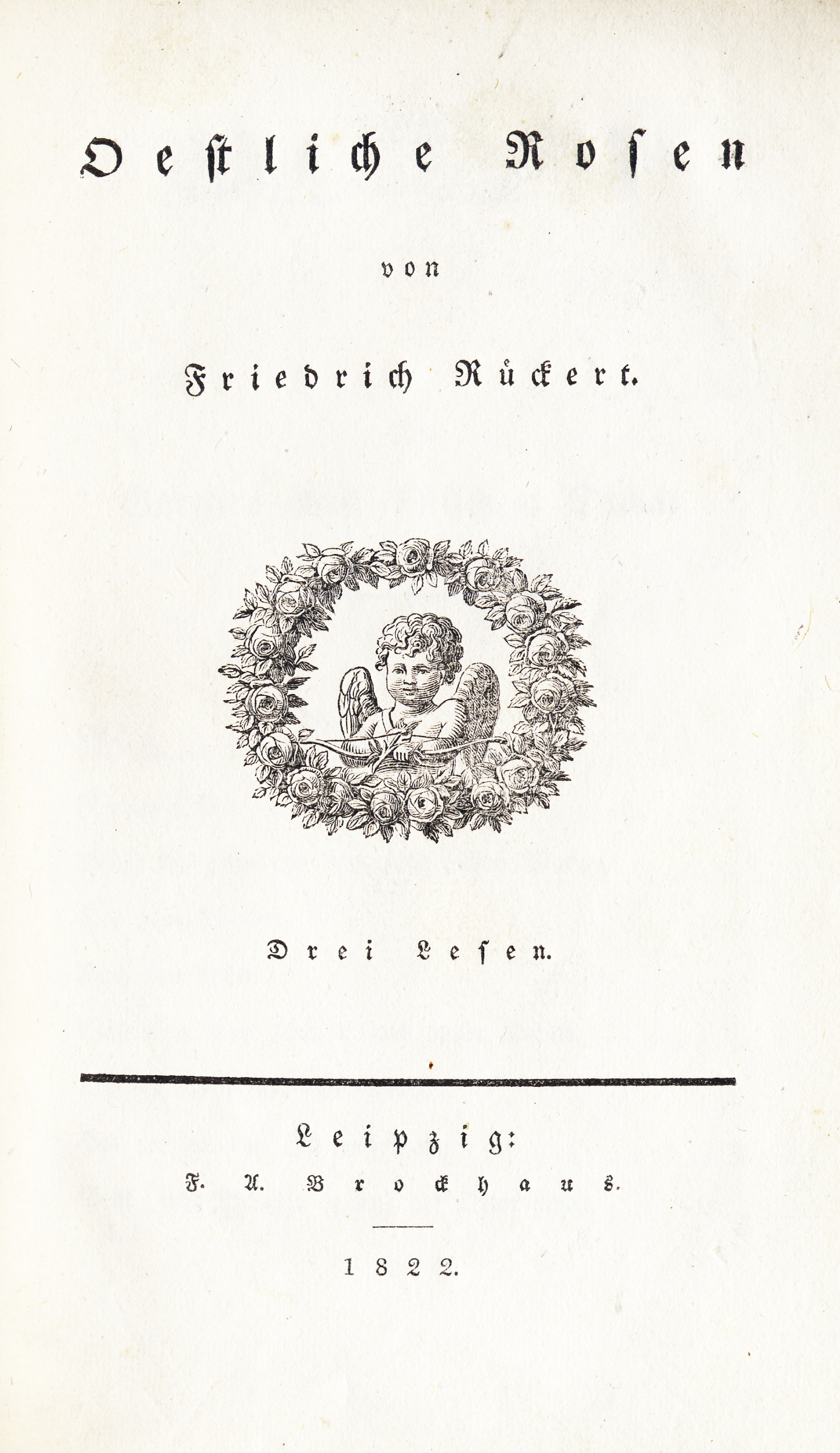
Titelblatt der Ausgabe von 1822

Oestliche Rosen (erschienen 1822) ist die umfangreichste Gedichtsammlung von Friedrich Rückert. 

## Allgemein
Die Oestlichen Rosen enthalten nach einem einleitenden Gedicht weitere 356 Gedichte, gegliedert in drei Lesen. Die erste Lese umfasst 98, die zweite 91 und die dritte 167 Gedichte. Diese große Zahl ergibt sich durch eine Sammlung von Vierzeilern am Ende des Bandes.
Im einleitenden Gedicht nimmt Rückert Bezug auf Goethes West-östlichen Diwan mit den Zeilen
Wollt ihr kosten
Reinen Osten,
Müßt ihr gehn von hier zum selben Manne,
Der vom Westen
Auch den besten
Wein von jeher schenkt‘ aus voller Kanne.
Als der West war durchgekostet,
Hat er nun den Ost entmostet;
Seht, dort schwelgt er auf der Ottomanne.
Goethe hatte an Rückerts Oestlichen Rosen offensichtlich seine Freude, denn in seiner Zeitschrift Über Kunst und Altertum erschien eine positive Würdigung der Gedichtsammlung.
Obwohl beide Werke aus der Rezeption der persischen Dichtung entstanden sind, unterscheiden sie sich grundlegend. Während Goethe die gesamte orientalische Dichtung im Blick hatte, konzentriert sich Rückert in den Oestlichen Rosen auf Hafis. Dies wird besonders dann deutlich, wenn er ihn am Schluss eines Gedichtes direkt beim Namen nennt:
Die Gaselle sollte springen,
Nachtigall den Gruß erwidern,
Wenn ich trunken wollte singen
Stellen aus Hafisens Liedern
Rückert greift in seiner Dichtung Sprachbilder Hafis’ zur Rose, Nachtigall, dem Wein, den Locken der Geliebten, Liebe und Vergänglichkeit auf und stellt seine Dichtung in die Tradition seines großen Vorbildes Hafis. Dabei weist er gleich zu Beginn der Gedichtsammlung darauf hin, dass die Beschäftigung mit der orientalischen Dichtung eine gewisse Ernsthaftigkeit verlange, um deren mystische Dimension zu erfassen:
O wie soll der Nachtigallen
Seele denn in‘s Ohr dir fallen,
Wenn dir immer noch vor Ohren
Summet das Geschwätz von Thoren.
Und wie soll die Rosenblüthe
Wirklich blühen in‘s Gemüthe,
Willst du noch nach Schimmer gaffen,
Den nicht die Natur erschaffen.
Willst du aufgenommen werden
Aus dem Irrgewirr auf Erden
In des Frühlings heitre Chöre
So nichts Andres sieh‘ und höre.
Suche bei uns nicht Zerstreuung,
Sondern ewige Erfreuung.
Komm und trinke ganzer Seele
Rosenduft und Philomele.
Wenn nun im deutschen und persischen Sprachraum immer wieder darauf Bezug genommen wird, dass Goethe sich von Hafis’ Gedichten hat anregen lassen, dann gilt dies weit mehr für Rückert und seine Oestlichen Rosen.

## Bezug zum Islam
Während Goethe in seinem Werk muslimische Lehrmeinungen vorstellt, ist Rückerts Werk auch in diesem Falle eher Hafes Diwan vergleichbar, in dem eine kritische Distanz zur "religiösen Scheinheiligkeit" gewahrt wird. So dienen in dem folgenden Gedicht Tulpen und Narzissen als Beispiele für natürliche, berauschende Schönheit, die sich nach "herrschender Lehre" wegen ihrer Berauschtheit strafbar machen könnten, ohne den Koran auch nur zu kennen.
Da hat man eben die Zecher
Auf frischer That ergriffen.
Die Tulpen halten den Becher
Aus lichtem Rubin geschliffen.
So sind auch die Narzissen
Der Sinne so beraubt,
Daß sie vor Rausche nicht wissen
G‘rade zu halten ihr Haupt!
Nun laßt uns, ihr Urtheilsprecher!
Ein kluges Fetwa nicht missen:
Wie straft man die Verbrecher,
Die Nichts vom Koran wissen?
Die kritische Distanz zu jeder Art religiöser Maßregelung kommt auch in den folgenden Zeilen zum Ausdruck:
Mönch! die Predigt schenk‘ ich dir,
Die mir nicht kann taugen.
Denn es winkt ein Becher mir
Und zwei schöne Augen.

## Rezeption
Mit den Oestlichen Rosen führte Rückert seine Leser in die Mystik der orientalischen Dichtung ein. Allerdings blieben die Sammlung so wie Goethes Divan zunächst ein Werk für Liebhaber der orientalischen Literatur. Im Laufe der folgenden Jahre übertrug Rückert zahlreiche Werke der ihm zugänglichen poetischen Literatur der Sprachen des Vorderen und Mittleren Ostens ins Deutsche. Annemarie Schimmel würdigte in einer Neuausgabe seiner Übersetzungen Orientalische Dichtung, dass er die „gesamte Kenntnis seines Jahrhunderts von orientalischer Dichtkunst zusammengefasst und in fast unheimlicher Leichtigkeit in deutsche Poesie“ umgesetzt habe.

## Ausgaben
- Friedrich Rückert: Oestliche Rosen. Leipzig 1822.
- Friedrich Rückert: Östliche Rosen – Morgenländische Gedichte. München, Hans von Weber Verlag 1928. (Auswahl)
- Wolfgang von Keitz (Hrsg.): Oestliche Rosen. epubli, Berlin 2012,  ISBN 978-3-8442-0415-5. (Details)